# Gran Premio de Chantal Biya
El Gran Premio de Chantal Biya (oficialmente: Grand prix Chantal Biya) es una carrera ciclista por etapas camerunesa. Toma su nombre de la esposa del presidente de Camerún, Paul Biya.
Su primera edición del 2001 fue completamente amateur. Desde 2006, forma parte del UCI Africa Tour, dentro de la categoría 2.2 (última categoría del profesionalismo).
Tiene de 2 a 4 etapas, a veces con un prólogo o critérium previo no oficial en Yaundé un día antes del comienzo de la carrera. Siempre finaliza en su capital: Yaundé

## Palmarés
En amarillo: edición amateur.
| Año  | Ganador            | Segundo              | Tercero               |
| ---- | ------------------ | -------------------- | --------------------- |
| 2001 | François Talla     | Owono Owono          | Martinien Tega        |
| 2002 | Owono Owono        | Abdul Wahab Sawadogo | Stéphane Decroy       |
| 2003 | Jianshi Luo        | Martinien Tega       | Koji Fukushima        |
| 2004 | Sébastien Duclos   | Martinien Tega       | Yukiya Arashiro       |
| 2005 | Joseph Sanda       |                      |                       |
| 2006 | Flaubert Douanla   | Frédéric Geminiani   | Martinien Tega        |
| 2007 | Peter van Agtmaal  | Julien Gonnet        | Scott Lyttle          |
| 2008 | Thomas Rostollan   | Florent Barle        | Flaubert Douanla      |
| 2009 | Peter van Agtmaal  | Joseph Sanda         | Sylvain Georges       |
| 2010 | Martinien Tega     | Hervé Raoul Mba      | Sébastien Gaultier    |
| 2011 | Yves Ngue Ngock    | Marek Canecky        | Sébastien Reichenbach |
| 2012 | Alexandre Mercier  | Aurélien Gay         | Pavol Polievka        |
| 2013 | Yves Ngue Ngock    | Alexandre Join       | Bolodigui Ouattara    |
| 2014 | Mekseb Debesay     | Essaïd Abelouache    | Clovis Kamzong        |
| 2015 | Mouhssine Lahsaini | Jérémie Nzeke        | Endrik Puntso         |
| 2016 | Martial Roman      | Simon Guglielmi      | Hervé Raoul Mba       |
| 2017 | Clovis Kamzong     | Jan Andrej Cully     | Martin Mahďar         |
| 2018 | Juraj Bellan       | Clovis Kamzong       | Isiaka Cissé          |
| 2019 | Azzedine Lagab     | Marek Čanecký        | Arjan Hofman          |
| 2020 | Moise Mugisha      | Lukáš Kubiš          | Clovis Kamzong        |
| 2021 | Lukáš Kubiš        | Jordi Slootjes       | Clovis Kamzong        |
| 2022 | Axel Taillandier   | Lukáš Kubiš          | Clovis Kamzong        |
| 2023 | Yacine Hamza       | Oussama Khafi        | Samuel Niyonkuru      |
| 2024 | Wesley Van Dyck    | Yacine Hamza         | Wannes Heylen         |

## Palmarés por países
| País         | Victorias |
| ------------ | --------- |
| Camerún      | 8         |
| Francia      | 4         |
| Países Bajos | 2         |
| Eslovaquia   | 2         |
| Argelia      | 2         |
| China        | 1         |
| Suiza        | 1         |
| Eritrea      | 1         |
| Marruecos    | 1         |
| Ruanda       | 1         |
| Bélgica      | 1         |